# Palau-sacosta

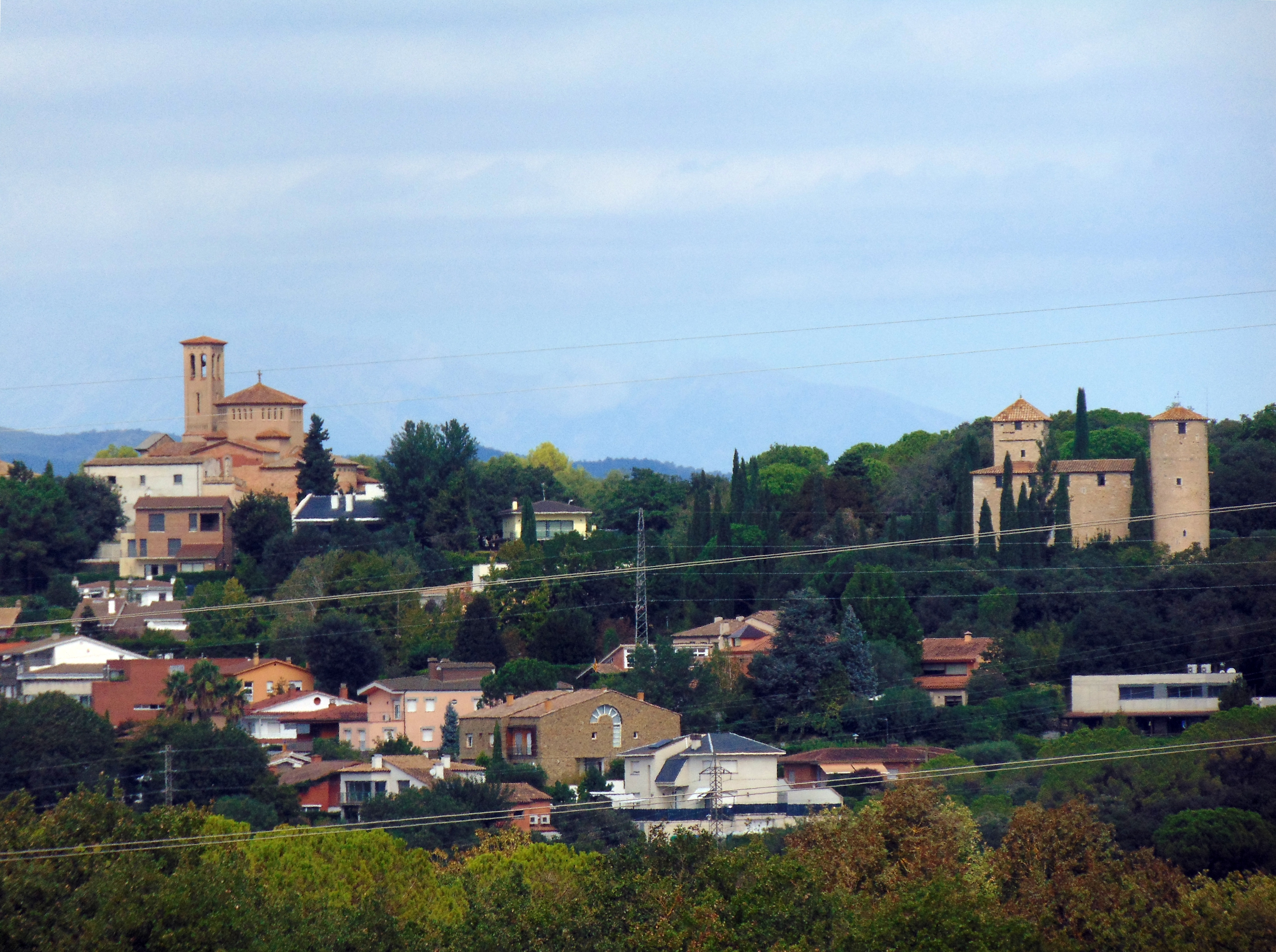
Palau Sacosta amb l'església de Sant Miquel i les Torres de Palau

Palau-sacosta fou un municipi de la comarca del Gironès que fou annexat al municipi de Girona l'any 1963.
L'Autonomista deia el 1933 al seu suplement literari que Sant Daniel era un poble de 726 habitants, estès pels dos vessants de la serra que tanca pel sud el pla de Girona. El nom del poble provenia del palu dels Sarriera o dels comtes de Solterra. Hi esmentava bellíssims indrets i panorames esplèndids.

## Antic terme municipal
L'antic terme municipal de Palau-sacosta s'estén pels dos vessants de la serra que tanca pel sud el pla de Girona, a l'esquerra de l'Onyar, que forma, en part, el límit sud-oriental del terme. Ocupa, també, una part d'aquest pla, i ha esdevingut una de les zones d'expansió de la ciutat de Girona.
El municipi comprenia els nuclis situats a la part baixa: veïnats de la Rutlla i de l'Avellaneda a la carretera de Barcelona a Girona i el poble antic, centrat per l'església parroquial dedicada a Sant Miquel Arcàngel.
És regat per l'Onyar i per diverses rieres d'aquest riu i del Güell, que toca el límit occidental del terme. És travessat per la carretera N-II, per la C-65 i per la línia de ferrocarril de Barcelona a Portbou.
El 1918 va iniciar les seves activitats la fàbrica Indústrias Químicas y Tartáricas (Els Químics), ubicada a la plart plana del nord del municipi. Aquesta fàbrica va ser activa fins al 1990. Al terme de Palau-sacosta hi havia també diverses rajoleries.

## Annexió i barri de Girona
Palau-sacosta va ser annexionat al de Girona per decret de data 20 de desembre del 1962. El 30 de juny del 1963, sent alcalde de Palau el senyor Ramon Busó, l'alcalde de Girona senyor Pere Ordis, va signar, al llibre d'actes de l'Ajuntament de Palau-sacosta, la diligència corresponent.
El territori corresponent a l'antic municipi de Palau-Sacosta no es correspon exactament amb l'actual sector de Palau de la ciutat de Girona.